# Антивоенные протесты в России (2014)
Антивое́нные проте́сты 2014 го́да в Росси́и относятся к серии антивоенных демонстраций против ввода российских войск на территорию Украины. Протестующие провели две акции протеста соответственно 2 и 15 марта 2014 года. Последняя, известная как Марш ми́ра, состоялась в Москве за день до крымского референдума. Акции протеста были крупнейшими в России со времени действий российской оппозиции в 2011—2013 годах против фальсификаций при проведении парламентских выборов 2011 года. Агентство Reuters сообщило, что около 20 000 человек приняли участие в демонстрациях 15 марта.

## Ход событий

### 1 марта
1 марта были арестованы пять человек, которые пикетировали возле здания Совета Федерации против вторжения на Украину.

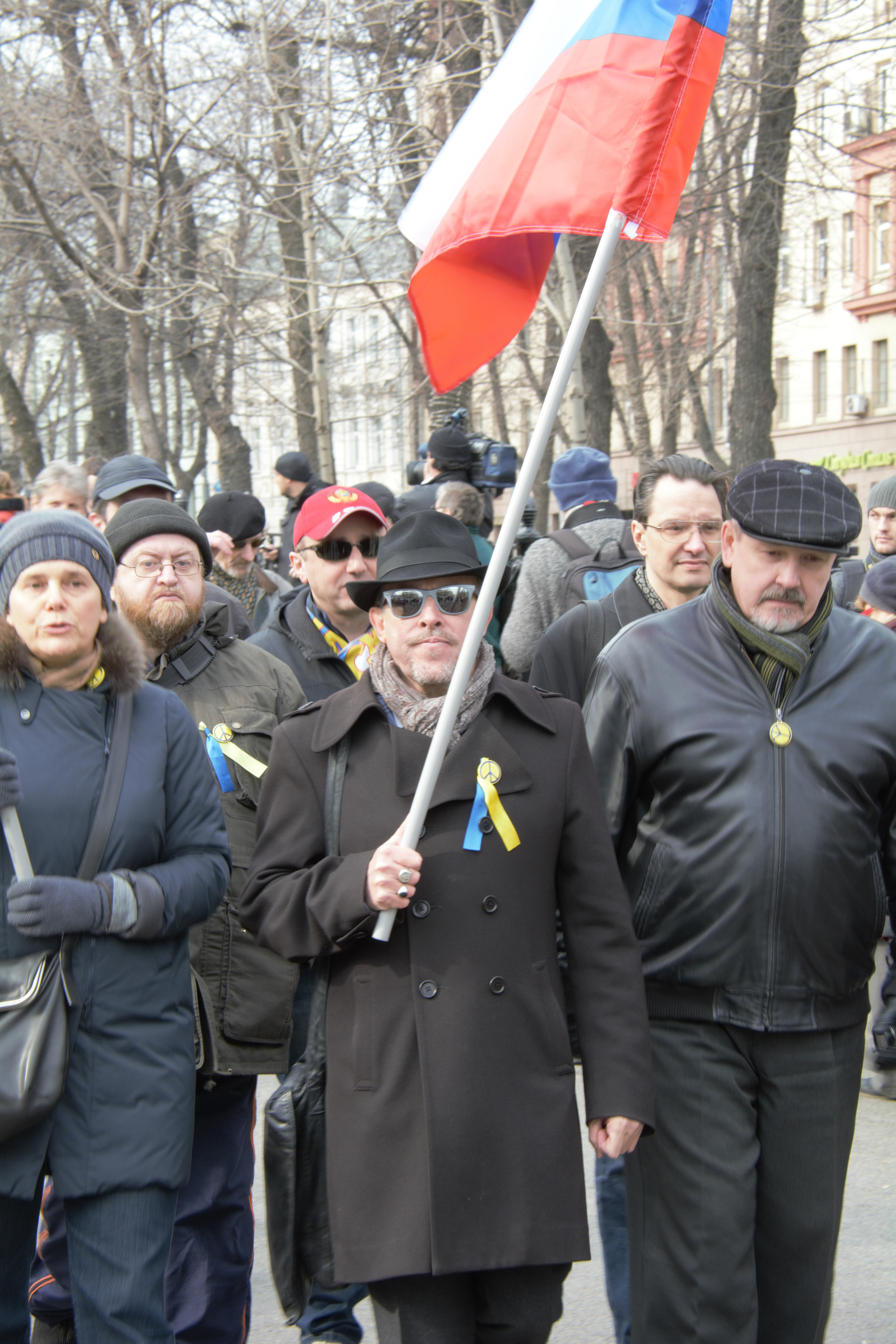
Ирина Прохорова с Андреем Макаревичем на марше мира 15 марта

### 2 марта
2 марта около 200 человек собрались на протест возле здания Министерства обороны России в Москве. На Манежной площади в Москве также собралось около 500 человек, столько же на Исаакиевской площади в Санкт-Петербурге. 2 марта около 11 демонстрантов протестовали в Екатеринбурге против участия России в украинском вопросе, причём некоторые были завернуты в украинский флаг. 2 марта житель Москвы провел пикет против ввода российских войск на территорию Украины, держа плакат «Остановить войну», но его сразу же начали преследовать прохожие; после задержания полицией одна из женщин предложила сфабриковать серьёзное обвинение (избиение ребёнка) против него; однако это предложение было отклонено сотрудниками МВД.
Протесты против ввода российских войск также проводились у российских посольств в Лондоне, Берлине, Вильнюсе и Анкаре.

### 8 марта
8 марта на Марсовом поле в Санкт-Петербурге протестный митинг собрал около 500 человек, преимущественно последователей левых идей и сторонников «Свободной Ингрии».

### 15 марта
Прошедшая 15 марта акция, известная как «Марш мира», стала многотысячной. Митинги прошли в Москве, Санкт-Петербурге, Екатеринбурге, Самаре, Магадане, Челябинске. Количество митингующих в Москве оценивается от 10 до 50 тысяч человек; по словам организаторов, на улицы вышли 100 000 человек. 15 марта на митинг в поддержку Украины в Екатеринбурге, по разным данным, вышло от 400 до 600 человек в том числе мэр города Евгений Ройзман. В тот же день акции протеста прошли в Челябинске. Против военного вмешательства также высказался рок-музыкант Андрей Макаревич, который написал: «Вы хотите войны с Украиной? Не будет так, как с Абхазией: люди на Майдане закалены и знают, за что борются — за свою страну, за свою независимость. <…> Мы должны жить с ними. Все еще по-соседски. И желательно в дружбе. Но им решать, как они хотят жить». Профессор кафедры философии Московского государственного института международных отношений Андрей Зубов был уволен за статью в газете «Ведомости», в которой критиковал российскую военную интервенцию.
В адрес Андрея Зубова, профессора Московского государственного института международных отношений, который сравнил действия России в Крыму с аншлюсом Австрии, поступили угрозы. Александр Чуев, лидер партии «Справедливая Россия», также выступил против вмешательства России на Украине. Борис Акунин, популярный российский писатель, заявил, что действия России приведут к её политической и экономической изоляции.

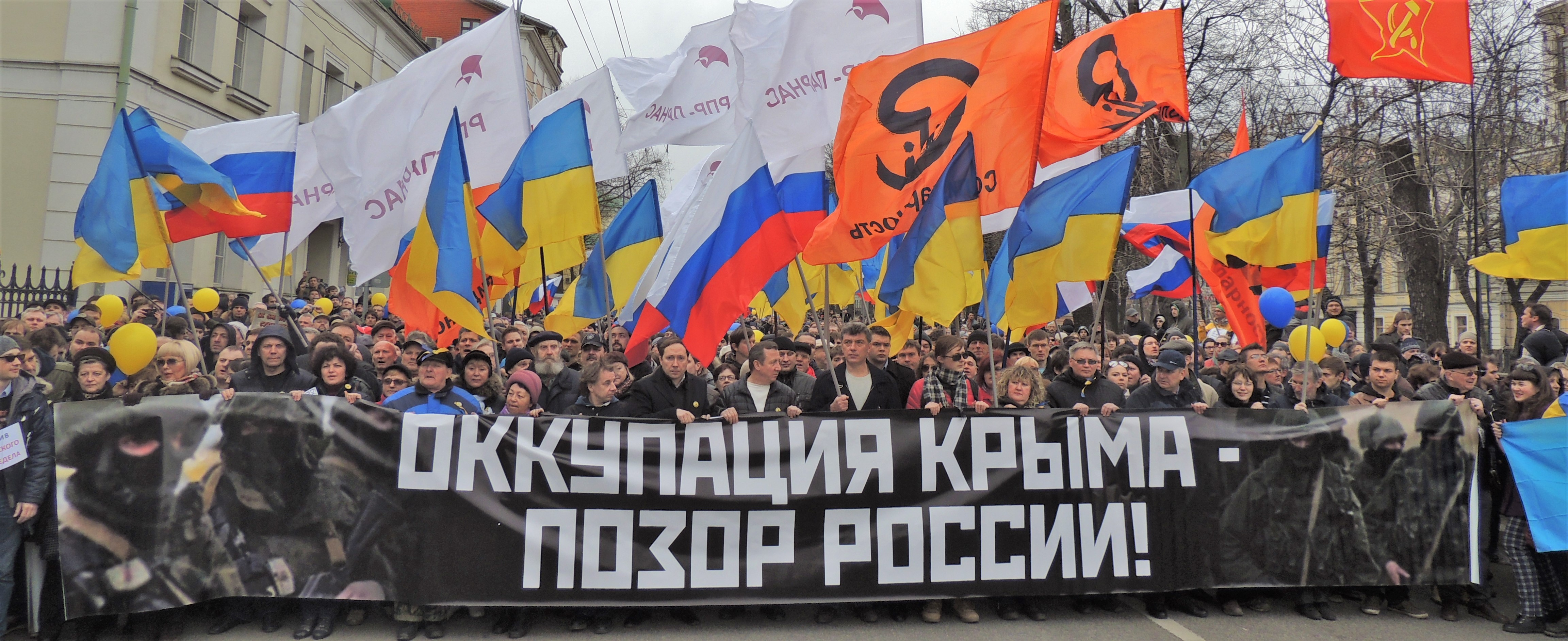
Демонстранты держат плакат с надписью: «оккупация Крыма — позор России»

Протесты против ввода российских войск в Крым также прошли 15 марта в Кёльне и перед зданием российского консульства в Бонне, Германия.
В августе около десятка активистов были арестованы возле посольства Украины в Москве на акции протеста против политики президента России Владимира Путина.

### 30 августа
Около 50 человек протестовали против войны на Украине в Петербурге на Марсовом поле.

### 21 сентября
21 сентября 2014 года на Пушкинской площади в Москве состоялся еще один антивоенный митинг с участием около 5 000-20 000 демонстрантов. The Washington Post сообщила, что «десятки тысяч» протестовали против войны на Украине мирным маршем в центре Москвы «под усиленным полицейским надзором». Имели место незначительные стычки со сторонниками политики правительства, но о серьезных случаях насилия или арестах не сообщалось. Около тысячи человек также собрались возле Казанского собора в Петербурге, чтобы выразить протест против участия России в украинском вопросе.
Тысячи людей во всем мире поддержали это событие, проведя антивоенные демонстрации в тот же день. В США жители Сан-Франциско, Нью-Йорка, Вашингтона (округ Колумбия), Лос-Анджелеса, Сиэтла, Хьюстона и Бостона приняли участие в акциях протеста.

## Антивоенный конгресс

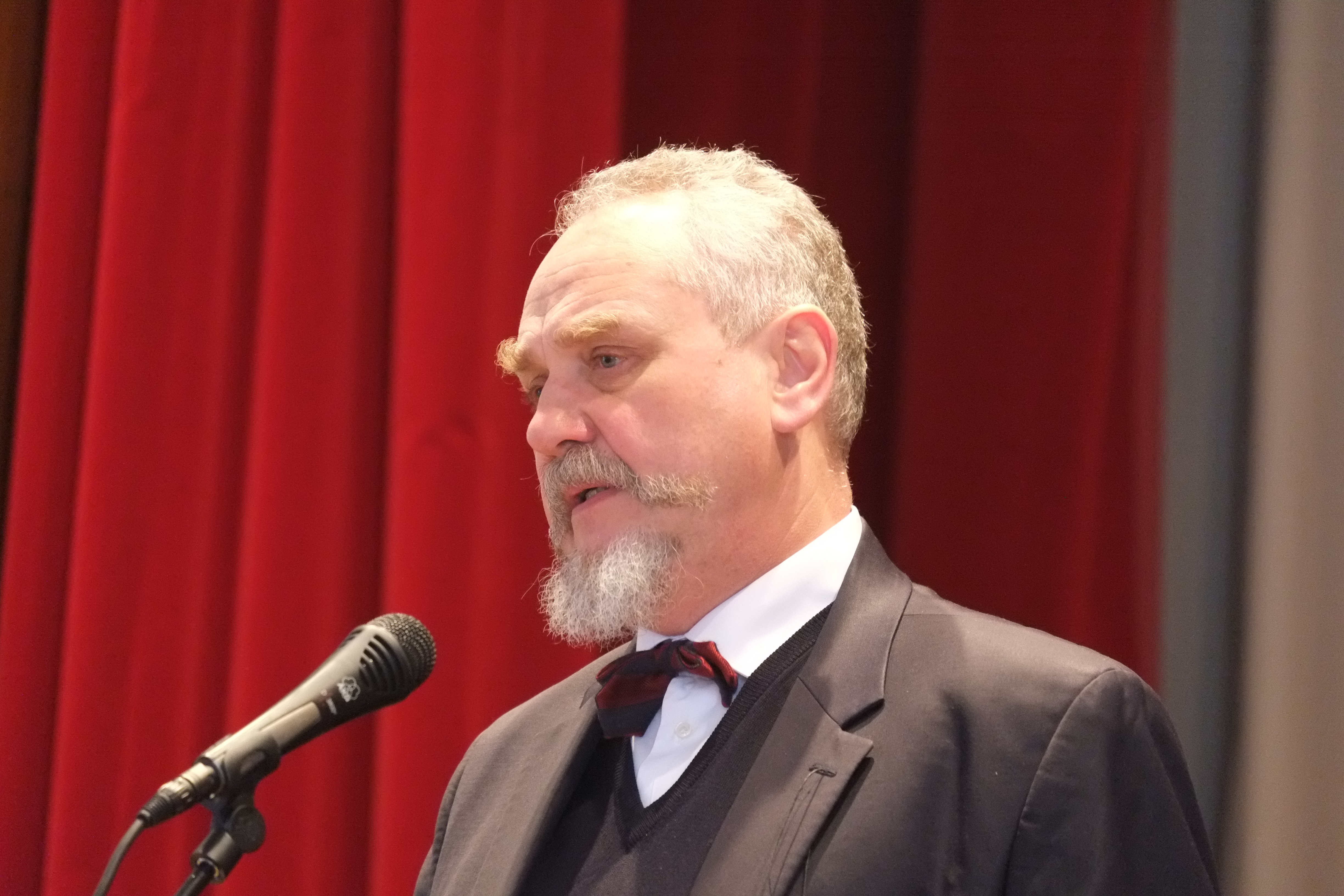
Профессор Андрей Зубов выступает на антивоенном съезде в Москве

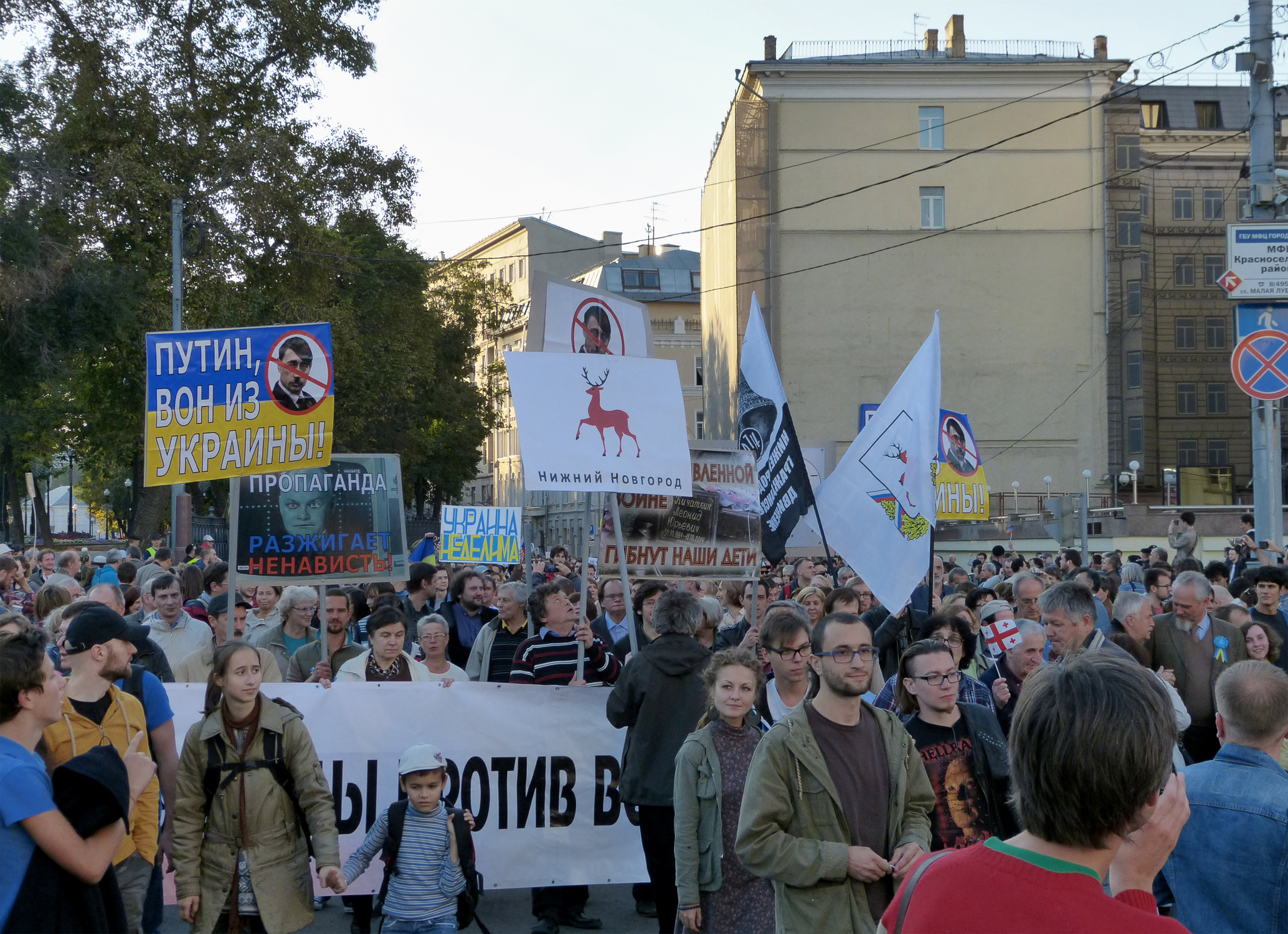
Протесты в Москве, 21 сентября 2014 года

19 марта 2014 года в Москве состоялся антивоенный съезд русской интеллигенции. Меморандум, выпущенный Конгрессом, провозглашает: 
Мы, представители российской интеллигенции, обязаны предостеречь власть от совершающейся исторической ошибки — стремления взять под контроль с помощью российских вооруженных сил часть другой, еще недавно братской страны — Украины. 

## Открытое письмо российских учёных
19 марта 2014 года группа российских учёных опубликовала публичное письмо Министерству связи и массовых коммуникаций России. В письме были высказаны требования о том, чтобы министерство проверило телевизионные программы Дмитрия Киселёва на наличие признаков экстремизма и разжигания межнациональной розни.